# Orthobornavirus
Orthobornavirus (лат.) — род вирусов из семейства борнавирусов (Bornaviridae) порядка Mononegavirales.
Геном содержит одну молекулу отрицательной линейной РНК. Вирион сферический, диаметром 100—130 нм.
Первым в роду был описан возбудитель болезни Борна — вид Borna disease virus, в 2015 году переименованный в Mammalian 1 bornavirus. Род назван в честь немецкого города Борна, где в 1885 году от заболевания, вызванного этим вирусом, произошёл массовый падёж лошадей.
Вирус болезни Борна обнаруживается в крови людей, страдающих такими нарушениями психической деятельности, как шизофрения, шизоаффективный психоз и др.

## Описание
Геном борнавирусов приблизительно 8,9 килобаз. Сходство нуклеотидной последовательности и структуры открытой рамки считывания свидетельствует о сродстве с Rabdoviridae. Открытых рамок считывания у борнавирусов шесть: N — нуклеопротеид (p40), P — фосфопротеин (p24), M — матричный белок (gp18), G — белок оболочки (gp94), L — РНК-зависимая РНК-полимераза (p190), X — функция не известна (p10).

## Геном
Данные вирусы поражают попугаев, канареек, белок и другие виды. Согласно GenBank, c 1994 по 2016 год отсеквенированы геномы не менее 19 видов , включая следующие:

- Orthobornavirus bornaense. Размер генома 8910 п. н.  или 8908 п. н. . Последовательность получена в США в 1994 и 2001 годах.

- Orthobornavirus alphapsittaciforme. Размер генома 8901 п. н. . Последовательность получена в США в 2016 году.

## Заражение
Проникновение в клетку осуществляется путём эндоцитоза. В прикреплении до клеточной поверхности участвует GP84, в pH-зависимом соединении GP43. Борнавирусы — единственные представители порядка Mononegavirales, которые реплицируются в ядре клетки-хозяина. Специфические механизмы репликации и сплайсинга не изучены.

## Классификация
На март 2018 года в род включают 8 видов:
- Elapid 1 orthobornavirus
- Mammalian 1 orthobornavirustypus [syn. Borna disease virus (BDV)] — Вирус болезни Борна[2]
- Mammalian 2 orthobornavirus
- Passeriform 1 orthobornavirus
- Passeriform 2 orthobornavirus
- Psittaciform 1 orthobornavirus
- Psittaciform 2 orthobornavirus
- Waterbird 1 orthobornavirus